# Antirhea novobritanniensis
Antirhea novobritanniensis är en måreväxtart som först beskrevs av M.E. Jansen, och fick sitt nu gällande namn av Shu Miaw Chaw. Antirhea novobritanniensis ingår i släktet Antirhea och familjen måreväxter. Inga underarter finns listade i Catalogue of Life.